# Terengulsky (huyện)
Huyện Terengulsky (tiếng Nga: ? райо́н) là một huyện hành chính tự quản (raion), của Tỉnh Ulyanovsk, Nga. Huyện có diện tích 1805 kilômét vuông, dân số thời điểm ngày 1 tháng 1 năm 2000 là 22500 người. Trung tâm của huyện đóng ở Teren'ga.